# Greenacre, New South Wales
Greenacre este o suburbie în Sydney, Australia.